# Wobulenzi
Wobulenzi est une ville située dans le district de Luweero, en Ouganda.

## Crédit
- (en) Cet article est partiellement ou en totalité issu de l’article de Wikipédia en anglais intitulé « Wobulenzi » (voir la liste des auteurs).